# マクシミリアン3世・フォン・エスターライヒ
マクシミリアン3世・フォン・エスターライヒ（ドイツ語：Maximilian III. von Österreich, ポーランド語：Maksymilian III Habsburg, 1558年10月12日 - 1618年11月2日）は、前方オーストリア（Vorderösterreich, Vorlande）大公。1585年以降ドイツ騎士団総長（Grossmeister des Deutscher Ordens）を務めた。

## 生涯
神聖ローマ皇帝マクシミリアン2世と皇后マリアの四男として、ヴィーナー・ノイシュタットで生まれた。マクシミリアンは父方の祖母アンナ・ヤギエロを通じて、ポーランドのヤギェウォ家の血を引いていた。
1587年、ポーランド王ステファン・バートリの死去に伴った国王自由選挙が行われるにあたり、マクシミリアンは立候補した。他の立候補者にはポーランド王ジグムント1世の孫であるスウェーデン王シギスムンド（ジグムント3世）がおり、ポーランド王女カタジナを母に持つことからジグムントが国王に選ばれた。この結果を不服としたマクシミリアンは武力をもって選挙結果を無効にしようとし、ポーランド継承戦争（1587年 - 1588年）を起こした。しかし、マクシミリアンはジグムント3世を支持するヘトマン、ヤン・ザモイスキの軍にビチナの戦い (en) で敗北した。マクシミリアンは身柄を拘束され、ローマ教皇シクストゥス5世の仲介後すぐ釈放された。1589年、彼はポーランド王位の請求権を放棄した。この一件で実兄ルドルフ2世の怠惰が明らかになり、ルドルフ自身の評判を悪くした。
1593年から1595年まで、マクシミリアンはチロルの領主となった従弟フェルディナント大公（のちの皇帝フェルディナント2世）の摂政を務めた。彼は首尾一貫して反宗教改革の支持者であった。マクシミリアンはウィーン司教メルヒオール・クレスル（Melchior Khlesl、のち枢機卿となる）を免職させ、フェルディナントを皇帝に即位させるのにも奔走した。

## 人物
マクシミリアンの最も有名な伝承は、バロック様式の大公冠（Erzherzogskrone）である。オーストリア大公ルドルフ4世が最初に被っていたことで知られる形の冠で（ルドルフ4世のものは現存しない）、マクシミリアンが作らせた大公冠はクロスターノイブルク修道院 (en:Klosterneuburg Monastery)で展示されている。

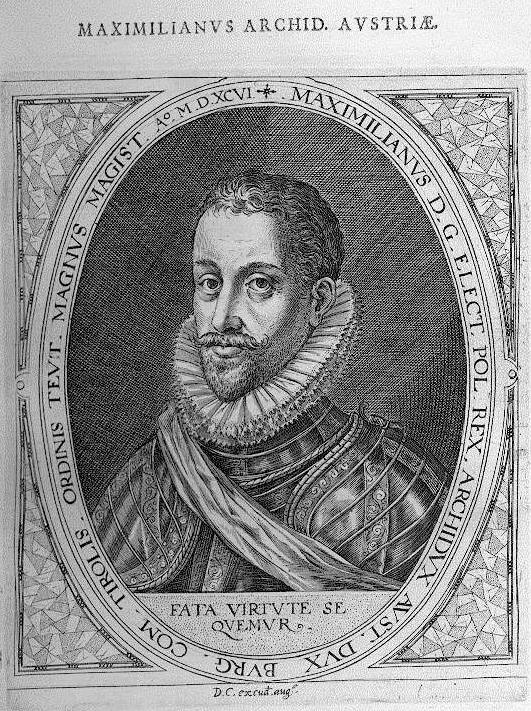
マクシミリアン3世・フォン・エスターライヒ